# Autalia truncatula
Autalia truncatula är en skalbaggsart som beskrevs av Thomas Casey 1911. Autalia truncatula ingår i släktet Autalia och familjen kortvingar. Inga underarter finns listade i Catalogue of Life.